# شدومن
شدومن (انگلیسی: Shadow Man) یک فیلم درام هلندی دربارهٔ زندگی پناهجویان یهودیان لهستانی در شهر آمستردام است که در سال ۱۹۸۸ منتشر شد. از بازیگران آن می‌توان به تام هولس اشاره کرد.